# Даніель Арасс
Даніель Арасс (фр. Daniel Arasse; 5 листопада 1944, Оран — 14 грудня 2003, там само) — французький історик мистецтва і культури, теоретик візуальності, фахівець з італійського Ренесансу.

## Біографія
Народився в Алжирі. Закінчив Еколь Нормаль. Приступив до роботи над дисертацією про італійське мистецтво епохи Ренесансу в Сорбонні під керівництвом Андре Шастеля, але змінив напрямок роботи та керівника, захистившись під керівництвом Луї Марена у Вищій школі соціальних наук. Викладав історію мистецтва XV—XIX ст. в Сорбонні (1969—1993). У 1971—1973 — член дослідницького інституту Французька школа в Римі, в 1982—1989 — голова Французького інституту у Флоренції. З 1993 — керівник дослідницького напряму у Вищій школі соціальних наук у Парижі.
У 2000 році світ побачив його відому працю, а саме On n'y voit rien. Descriptions'',що в перекладі має назву "Погляд равлика". В ній автор легко, без закручених наукових термінів, описав та проаналізував деякі знамениті роботи. Варто зауважити, що Аресс не тільки розкриває перед нами свої знання мистецтвознавця, але й філосовствує, що дає нам можливість прислухатись до його думок та особисто порозмислювати над обраною темою. Особливо цікаво митець аналізує та "перевертає на очах" історичну дійсність і сенс картини "Меніни" Дієго Веласкеса, що описується в останній главі роботи - "Погляд майстра".  
Переклав книгу Френсіс Єйтс Мистецтво пам'яті (1975, перевид. 1987).
Помер від БАС, але продовжував працювати до останніх днів.

## Праці
- L'Universel inachevé. Les dessins de Léonard de Vinci (1978)
- L'Homme en perspective. Les primitifs d'Italie (1978, перевид. 2008)
- L'Homme en jeu. Génies de la Renaissance italienne (1980, перевид. 2008)
- La Guillotine et l'Imaginaire de la terreur (1987)
- Le Détail. Pour une histoire rapprochée de la peinture (1992, перевид. 1998, 2008)
- L'Ambition de Vermeer (1993)
- Le Sujet dans le tableau. Essais d'iconographie analytique (1997)
- Léonard de Vinci. Le rythme du monde (1997, премія Андре Мальро)
- La Renaissance maniériste (1997, у співавторстві)
- L'Art italien du IVe a la Renaissance (1997, у співавторстві)
- L'Annonciation italienne. Une histoire de perspective (1999)
- On n'y voit rien. Descriptions (2000, перевид. 2002)
- Anselm Kiefer (2001)
- L'apparition à Marie-Madeleine (2001, у співавторстві)
- Les Visions de Raphaël (2003)
- Histoires de Peintures (2004, перевид. 2006)
- Décors italiens de la Renaissance (2009, у співавторстві)
- Le portrait du Diable (2010)

## Аналітична іконологія
Прослідковувати думки Даніеля Ареса краще з різних сторін. Він більше всього робить акцент на деталях ( такий розклад помітний в On n'y voit rien. Descriptions), що дає роздивитися картину не тільки з одного, спільного ракурсу. Особливо чіткий опис помітний, при розгляданні картини "Меніни" у абзаці "Погляди майстра". Як нам відомо, картина була створена на замовлення, яке було отримане від короля Філіпа IV (1654 рік) , і мав початкову назву "Сімейний портрет". Чому саме "сімейний"? Якщо ми пригадаємо, то на картині ми бачимо племінницю короля Маріану, яка оточена своїми карєристками. На передньому плані, у нас великий пес, також ми бачимо самого художника (Діего Веласкес) поряд з дівчиною, а на задньому плані в нас дзеркало, яке відображає королеву та короля, а у дверях помітний один із придворних. Король, королева, Маріанна - вони сім'я, але при цьому дівчина знаходиться не в їх оточені. Це можна пояснити тим, що в картинах того періоду все було строго та прояв родиних почуттів не описували. Навіть якщо ми подивимося на зображення королеви та короля, ми помітимо між ними певний простір. Маріана, як одна із головних героїв картини описана  оточені менінів, що піклуються про неї, як про свою рідну доньку. Таким чином, ми бачимо більший емоційний зв`язок між придворними та спадкоємицею, а ніж між королем та королевою. Таку "любов" автор і  описує, як "сімейну" і картина оправдовує свою минулу назву та набуває не світського характеру, а особистого, на яке споглядати може тільки родина, а не весь люд. "Родина" в цьому сказано символічно, аби показати два різних типа "почуттів" між спадкоємицею та її служницями.   

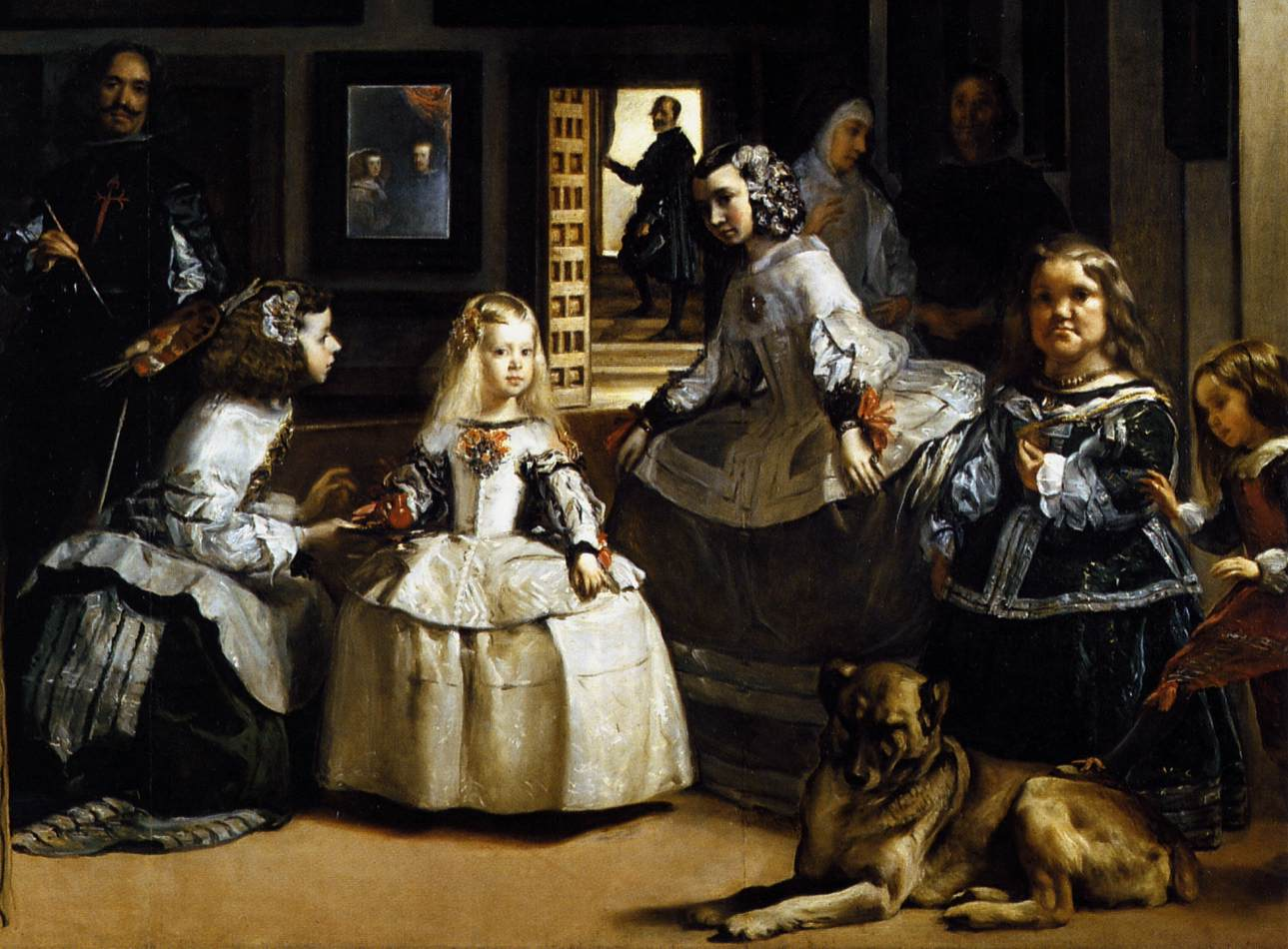
"Меніни", Діего Веласкес

Другого сенсу набуває картина з акцентом на дзеркальне відображення короля та його дружини. Під час свого правління Філіп IV мав "абсолютну владу" - монарха ( служителя Божого) та короля ( світської особи). Аресс приходить до ще одного висновку: картина символічно описує важливу роль короля, як правителя. Навіть, погляд Маріанни зупинений на ньому, хоч і не повністю. Ми не можемо сказати, що вона дивитися на нього як на "великого монарха", в її очах більше любові до нього, як до батька. Портрет зображений на темному тлі, що набагато краще висвітлює постать діяча, якщо придивитися, то можна побачити світло, яке його супроводжує. Тут йде відсилка на "божественне світло", яке говорить про зв`язок з Богом. Такий опис є філософським роздумом, але і його автор не оминає. Не дивлячись на те, що замовлений портрет домальовувався ( художник сам себе домалював, короля та королеву було домальовано) багато разів, він все одно став одним із привабливих портретів, який пізніше побачило людство.    